# Бом, Георгий Сергеевич
Георгий Сергеевич Бом (1889—1945, Москва) — советский врач ортопед-травматолог, доктор медицинских наук, профессор, один из основоположников ортопедической науки и практики в Москве, основатель кафедры ортопедии РНИМУ имени Н. И. Пирогова.

## Биография
Родился в дворянской семье. Сестра — Надежда (1884—1974), известная русская художница. Братья: Борис (1886—?) и Глеб (1888—?).
Татьяна Александровна Аксакова-Сиверс в своих мемуарах вспоминала:

В младших классах я дружила с Верочкой Матвеевой, милой, бледной девочкой с толстой белокурой косой и с нервным тиком глаз. Ее отец был членом суда. Матвеевы жили в Кречетниковском переулке (около Собачьей площадки), я у них с удовольствием бывала, т. к. вся семья была очень радушна. У Матвеевых я встречала двоюродных братьев Верочки Ладыженских (наших сверстников) и трёх студентов, братьев Бом. Младший из них, медик 1 курса Георгий Бом, был очень мил, но застенчив. На подбородке у него была ямка, в честь чего я, подозревая Верочку в склонности к Георгию Бому, вырезала на ее парте слово «ямочка».
 В 1913 году Георгий Бом окончил медицинский факультет Московского университета на степень лекаря с отличием. Подготовку ортопеда получил у известного московского врача-ортопеда К. Г. Соловьёва. Совершенствовался в клиниках Берлина, Вены и Праги. 
В 1921 году он организовал в больнице имени Н. А. Семашко ортопедическое отделение, которое в 1930-е годы было переведено в Басманную больницу. Здесь лечились пациенты с последствиями костно-суставного туберкулёза, полиомиелита, детской ортопедической патологией.
С 1930 года — организатор и директор Дома увечного ребёнка (располагался по адресу Большая Ордынка, 70). В феврале 1932 года постановлением ВЦИК в системе Наркомата социального обеспечения (НКСО) в Москве была открыта «научно-исследовательская база по восстановлению трудоспособности и трудовому воспитанию физически дефективных детей и подростков». При ней была клиника ортопедии, протезная мастерская и школа по трудовому обучению. Организатором и первым директором базы был профессор Г. С. Бом. В 1934 году опубликовал монографию «Физическое калечество у детей и борьба с ним». 
В 1933 году возглавил кафедру ортопедии, созданную во 2-м Московском медицинском институте. Под его руководством велась научная работа по актуальным тогда проблемам лечения детских ортопедических заболеваний, костносуставного туберкулеза, деформаций стопы, были разработаны оригинальные оперативные методы лечения. Сотрудниками профессора были Б. П. Попов, М. С. Жуховицкий, Б. Г. Высоцкий, Е. А. Панкова, М. Г. Гопиус. В 1937 году предложил классификацию всех видов косолапостей, выделив их в 9 групп, которая используется в современной медицине.
Во время Великой Отечественной войны заведовал хирургическим отделением эвакогоспиталя № 5001, которое, по его инициативе, занималось лечением инвалидов войны. 
Развивая идеи, высказанные Н. И. Пироговым, в 1942 году профессор Бом в соавторстве с профессором В. А. Чернавским опубликовал монографию «Гипсовая повязка в ортопедии и травматологии», описав в ней ряд оригинальных способов использования гипсовых повязок. Разработал метод хирургической операции при hallux valgus: иссечение экзостоза внутренней поверхности головки I плюсневой кости и трапециевидного участка ее средней части с последующим сближением оставшихся проксимального и дистального участков, получивший название «операция Бома».
Член учёных советов Министерства здравоохранения и социального обеспечения, член Московского общества травматологов-ортопедов, редколлегии журнала «Ортопедия и травматология». 
Скоропостижно скончался в 1945 году. Похоронен на Новодевичьем кладбище (4 участок, 26 ряд).
После смерти Г. С. Бома кафедра была реорганизована в доцентский курс под руководством М. С. Жуховицкого, на котором до 1952 года обучались студенты лечебного и педиатрического факультетов.

## Избранные труды
- Бом Г. С. Костно-суставный туберкулез у детей и его лечение на дому. М.: Изд-во Наркомздрава РСФСР, 1927.
- Бом Г. С. Физическое калечество у детей и борьба с ним [Текст] / Доц. Г. С. Бом, дир. Науч.-иссл. базы по борьбе с детским калечеством НКСО им. А. С. Киселева, зав. кафедрой ортопедии 2-го МГМИ; С пред. Н. А. Семашко. М.: Деткомиссии при ВЦИК, 1934.
- Научно-исследовательская база им. Киселёва по восстановлению трудоспособности и трудовому обучению физически-дефективных детей. Сборник трудов. / Под ред. Г. С. Бом. — М. : Изд. НКСО РСФСР, 1936.
- Бом Г. С. Гипсовая повязка в ортопедии и травматологии. М.: Медгиз, 1942.
- Бом Г. С. Основы восстановительного лечения конечностей. М.: Медгиз, 1943.
- Бом Г. С. Гипсовата превръзка в ортопедията и травматологията / Превел А. Талаков. София: Наука и изкуство, 1950.